# Auguste Dide
Pour le village, voir Dide.
Auguste Scipion Dide est un homme politique français, né le 4 avril 1839 à Vézénobres (Gard) et mort le 16 mars 1918 à Nice (Alpes-Maritimes).

## Biographie
Après des études de droit, il mène une carrière de journaliste qui lui vaut une proscription durant le Second Empire. Il s'exile en Suisse, et y effectue des études de théologie. Une fois amnistié, il les poursuit à la Faculté de théologie protestante de Strasbourg. En 1868, il est nommé pasteur à Ardaillers, dans le Gard. Dès 1869, il est pasteur à Paris, membre du courant libéral. Il prêche dans une salle de prédication indépendante, la Salle Saint-André, située 29 Cité d'Antin.
En 1868, il crée et dirige le journal Le Protestant libéral. Il se consacre ensuite à l'écriture d'études littéraires et historiques et publie plusieurs articles et ouvrages dont La fin des religions, La légende chrétienne, Michel Servet et Calvin.
Il est sénateur du Gard de 1885 à 1889. En 1885, 20 ans avant la loi de 1905, un discours sur la séparation des Églises et de l’État. En 1886, il abandonne toute fonction pastorale, et la Salle Saint-André est fermée.
Franc-maçon, initié au Grand Orient de France, il rejoint, avec sa femme Noémie, la première loge du Droit Humain à Nice et sera membre du Suprême conseil,.
Son fils, Maurice Dide, est psychiatre.

## Mandats
- Sénateur du Gard (1885-1894)